# Latarsha Rose
Pour les articles homonymes, voir Rose.
Latarsha Rose est une actrice américaine originaire de Brooklyn. Elle est connue pour avoir joué le rôle de Portia dans Hunger Games.

## Filmographie

### Films
- 2000 : Clockin' Green : une otage
- 2002 : The Ghost of F. Scott Fitzgerald
- 2008 : Uninvited : Michelle
- 2009 : Meat Puppet : Charlie
- 2010 : Neighbors : Harriet
- 2012 : Hunger Games : Portia

### Télévision

#### Séries télévisées
- 2000 : New York, police judiciaire : Tina (saison 10, épisode 17)
- 2003 : New York, unité spéciale : Laurie Schneider (saison 4, épisode 16)
- 2004 : Les Experts : Manhattan : la petite amie (1 épisode)
- 2006 : Windfall : Des dollars tombés du ciel : Liz (2 épisodes)
- 2008 : Swingtown : Michelle (3 épisodes)
- 2009 : Bones : Jenny Holt (1 épisode)
- 2009 : Les Experts : Miami : Tanya Arrington (1 épisode)
- 2010 : La Force du destin  : Stephanie (1 épisode)
- 2011 : The Cape : la professeure (1 épisode)
- 2012 - 2015 : Being Mary Jane: Dr Lisa Hudson[2] (19 épisodes)
- depuis 2019 : The L Word: Generation Q : Felicity[3]
- depuis 2021 : Them

#### Téléfilms
- 2019 : Le Noël des héros (Holiday for Heroes) de Clare Niederpruem : Jade Wilcox